# Falx

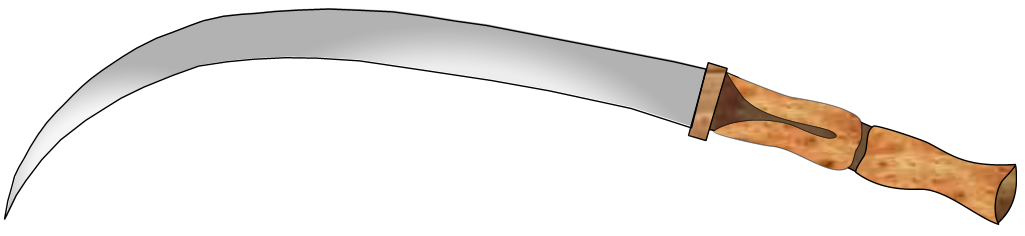
Falx

Falx was ten tijde van de Romeinen de Latijnse benaming voor een sikkel, maar de term werd ook gebruikt voor allerlei sikkelvormige gereedschappen en wapens.

## Dacische falx
Falx was de Romeinse benaming voor een Dacisch slagwapen, een naar binnen gebogen kromzwaard van 50 tot 130 cm lang met een lang houten gevest, dat met twee handen werd gehanteerd. De kling van het zwaard was enkel aan de binnenzijde geslepen. De Thracische Romphaia was een vergelijkbaar zwaard.
Tijdens de Dacische Oorlogen ondervonden de legionairs in de strijd tegen de troepen van de Dacische koning Decebalus aan den lijve hoe effectief dit zwaard was. Met een enkele krachtige houw met de falx kon een Dacische krijger Romeinse helmen en pantserhemden doorklieven. Naar aanleiding van deze ervaringen liet het Romeins leger de wapenrustingen van de legionairs versterken. Zo zijn helmen uit die periode bekend waarvan de bovenkant met kruisvormige metaalstrips zijn versterkt, die tijdens de Dacische veldtochten door meereizende wapensmeden voor de Romeinse legionairs zijn gemaakt.

## Romeinse falx
De Romeinen gebruikten de volgende sikkelvormige wapens:
- Falx muralis - Dit was een Romeinse belegeringswapen, bestaande uit een lange mast met een gebogen ijzeren punt om bij belegeringen stenen van een muur los te wrikken. De falx werd meestal onder dekking van een testudo gebruikt.
- Falx navalis - Een aan een lange mast bevestigde zeer scherp geslepen falx waarmee zeilen en touwwerk van vijandige schepen kon worden stukgesneden. Volgens Julius Caesar waren deze gebaseerd op de falx muralis.[1]